# Суперкубок Сектора Гази з футболу 2013
Суперкубок Сектора Гази з футболу 2013  — 2-й розіграш турніру. Матч відбувся 30 серпня 2013 року між чемпіоном Сектора Гази клубом Шабаб (Рафах) та володарем Кубка Сектора Гази клубом Аль-Садака.
| Володар Суперкубка Сектора Гази 2013 |
| ------------------------------------ |
|                                      |
| Шабаб (Рафах) Перший титул           |

## Матч

### Деталі
| 30 серпня 2013 16:00 (EEST) |

| Шабаб (Рафах)       | 1:0      | Аль-Садака |
| ------------------- | -------- | ---------- |
| Енаб Абу Джасар 55' | Протокол |            |

|  |